# ماهی‌گیرک کوچک سبیل‌دار
 ماهی‌گیرک کوچک سبیل‌دار (نام علمی: Aethia pygmaea) نام یک گونه از سرده ماهی‌گیرک کوچک است.